# Vitalians
Els Vitalians eren una germandat de pirates del Bàltic que a la fi del segle xi van fer tremolar la Lliga Hanseàtica.
Després de la derrota del rei de Suècia, Albert III de Mecklemburg, i del seu fill Eric, a Galkoeping (1389), i hagué moltes ciutats de Suècia que no volgueren sotmeteres a la reina Margarida I de Dinamarca i romangueren fidels al seu sobirà destronat.
Entre les ciutats fidels a Albert es trobava la d'Estocolm i algunes places fortes situades en les costes del mar Bàltic i mar del Nord. El duc de Mecklenburg, amic fidel del rei de Suècia, i les ciutats lliures de Rostock i Wismar, no contents amb unir-se als súbdits del rei de Suècia que romanien fidels a aquest, feren una aliança amb bandes de filibusters, que eren ja feia temps amos del mar. Aquest descendents dels northmans (homes del Nord) tingueren lliure accés a tots els ports confederats a condició que devastessin les costes dels tres Estats escandinaus; encarregant-se així mateix d'aprovisionar Estocolm, a la que tenien constantment en jac els partidaris de la Unió escandinava.
Els al·ludits pirates pogueren d'aquesta manera exercir llur professió sense gran perill, ja que els estats escandinaus no tenien a penes Marina (la guerra marítima era quasi desconeguda en aquella època) i, per altra banda, les ciutats costaneres no estaven prou fortificades; es donaren doncs, al saqueig i al pillatge per totes les costes de Dinamarca i Suècia. L'èxit assolit i l'esperança del botí varen atraure a llurs naus una multitud de gent sense pàtria ni llar i d'una vida trencada o vagabunda.
La situació s'agreujà per moments, perquè els partidaris de l'autonomia de Suècia combatien com a voluntaris en les files dels vitalians, i el comerç marítim de la Hansa teutònica, llavors tant floreixen, restà quasi anul·lat. Llavors les ciutats interessades s'uniren per a resistir, però no era possible improvisar una Marina de guerra, i les depredacions dels vitalians continuaren; malgrat tot, el 1398, el gran mestre de l'orde teutònic, Konrad de Gunzingen, que era originari de l'illa de Jutlàndia i s'havia vist obligat a presenciar el saqueig de llur pàtria per aquells bandits, reuní gran nombre de forces i assolí fer-los fora del mar Bàltic.
La reina Margarida de Dinamarca i les ciutats de Lübeck i Hamburg contribuïren per la seva banda a pacificar les costes. Alguns dels aventurers es retiraren a llurs llars carregats de riqueses, mentre d'altres foren a provar fortuna en el mar del Nord, on trobaren bona acollida entre els frisons, i aquesta ajuda els alendà per a refer-se i tornar a llurs corregudes. Aquesta vegada, el comerç anglès es va veure obstruït, el mateix que el de Flandes, i els Governs no tingueren més remei que aliar-se contra els vitalians, la qual audàcia anava cada vegada més en augment, i malgrat ser derrotats en un gran combat naval prop de Heligolard (1402), on caigueren presoners dos dels seus principals caps, Klaus Stortebeker i Wigmann (després executats públicament a Hamburg), no deixaren llurs depredacions i provaren de nou atacar frontalment la Hansa teutònica, però foren derrotats i el 1422 exterminats amb els frisons, llurs còmplices.
Els historiadors admiren la salvatge grandesa de les gestes dels vitalians. Només a partir de 1422 llurs depredacions restaren reduïdes a un estret cercle, sense que malgrat tot deixessin de ser temibles, i amb raó, ja que encara el 1439 llurs restes entraren a sac a la ciutat de Bergen (Noruega). Envers el seu nom s'han emès moltes hipòtesi, però cap d'elles les explica prou.